# جسیکا کلارک
جسیکا کلارک (انگلیسی: Jessica Clarke؛ زادهٔ ۵ مهٔ ۱۹۸۹) یک بازیکن فوتبال اهل بریتانیا است.
وی سابقه بازی در تیم ملی بانوان انگلیس را دارد.